# Ivan Lönnberg
Ivan Lönnberg (ur. 12 listopada 1891 w Sztokholmie, zm. 26 kwietnia 1918 w Cachy) – szwedzki lekkoatleta, długodystansowiec (maratończyk) oraz malarz.
Nie ukończył biegu maratońskiego podczas igrzysk olimpijskich w Sztokholmie (1912). W tym samym roku zajął 2. miejsca w maratonach w Sztokholmie oraz Kopenhadze.
Podczas I wojny światowej walczył po stronie Francji, zginął na pół roku przed zakończeniem wojny.

## Wybrane dzieła Lönnberga (w dwóch dolnych rzędach autoportrety)

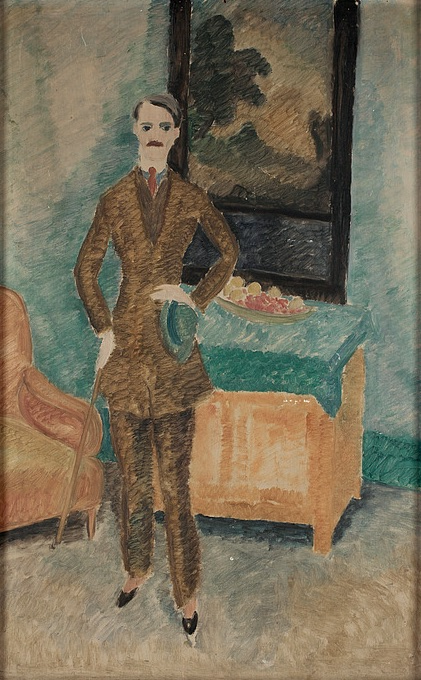
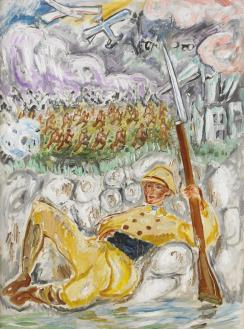

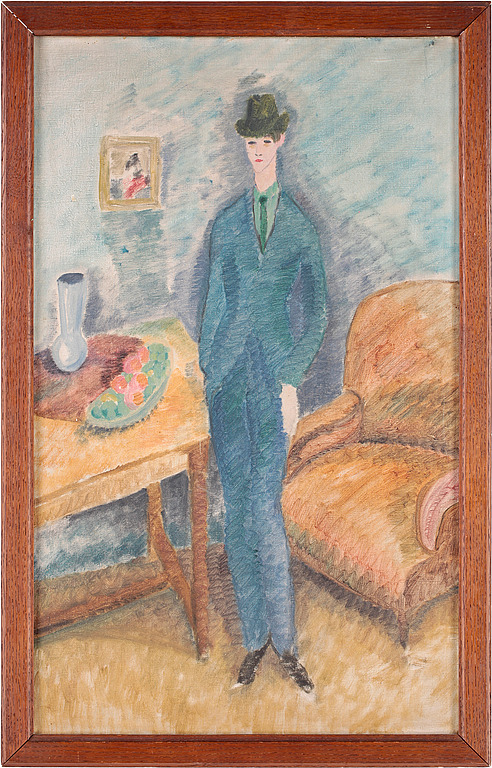
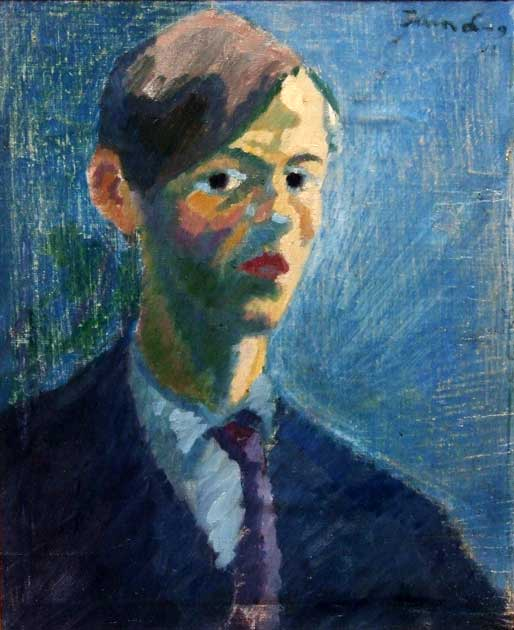

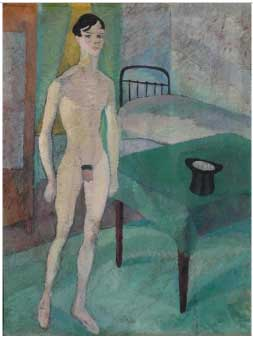
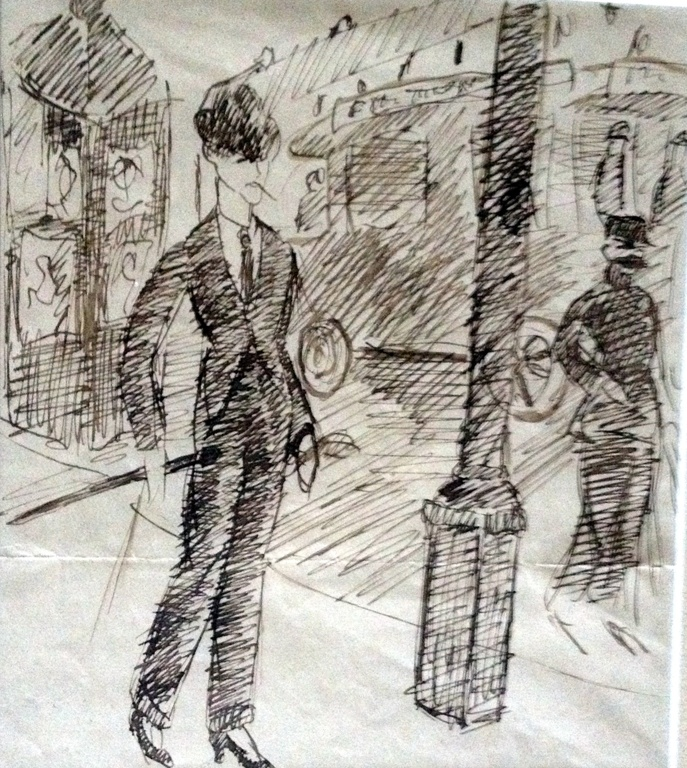